# Jan Janca
Jan Janca (ur. 1 czerwca 1933 w Gdańsku, zm. 8 grudnia 2023 w Tybindze) – polsko-niemiecki organista, kompozytor i muzykolog.

## Życiorys
Janca pochodzi z niemiecko-polskiej rodziny gdańskiej. Pierwszą naukę gry na organach otrzymał od swego ojca, organisty Antoniego Jancy. Po ukończeniu Państwowej Szkoły Muzycznej II stopnia w Gdańsku-Wrzeszczu (wraz z Augustynem Blochem i Marią Fołtyn) studiował w latach 1950–1955 w Państwowej Wyższej Szkole Muzycznej w Krakowie organy u Bronisława Rutkowskiego i kompozycję u Stanisława Wiechowicza. Następnie działał jako wolny organista i dokonał pierwszych nagrań na organach katedry oliwskiej.
W 1957 roku wyjechał na koncert do Niemiec i nie powrócił do Polski. W latach 1958–1962 studiował kompozycję na Wyższej Szkole Muzycznej w Stuttgarcie u Johanna Nepomuka Davida, a w latach 1958–1965 był prywatnym uczniem Marcela Duprégo w Paryżu.
W latach 1962–1996 był organistą w kościele św. Jana w Tybindze i wykładowcą muzyki na seminarium duchownym Wilhelmstift. Muzyki uczył także na Katolickiej Wyższej Szkole Muzyki Kościelnej w Rottenburgu.
Skomponował kilka utworów organowych, których długo nie publikował. Był autorem szeregu prac poświęconych głównie dziejom budowy organów na terenie obecnej Polski północnej. Wspólnie z W. Renkewitzem był autorem książki Orgelbaukunst in Ost- und Westpreußen. Przygotował do wydania Utwory z Oliwskiej Tabulatury Organowej oraz 24 Polonezy Johanna Gottlieba Goldberga (Wydawnictwo ORGANON). Od połowy lat 90. XX w. Janca cierpiał na szumy uszne, które doprowadziły do zakończenia jego działalności artystycznej.
W 2023 roku został odznaczony srebrnym medalem Gloria Artis. Od lutego 2023 cierpiał na raka, zmarł 8 grudnia 2023 w szpitalu w Tybindze.

## Dyskografia
- Orgelwerke (MDG 606 1104-2, 2002)
- Orgelwerke, Works for Trombone and Organ (MDG 606 1462-2, 2007)
- Orgelwerke Vol. 3 (MDG 606 1572-2, 2009)
- Organ Landscape – Gdańsk and West Prussia (MDG 319 0274-2, 1986/2010)
- Jan Janca. Vol. 4 – Organ Music. Choir Music (MDG 606 1948-2, 2016)